# Uranophora maranhaonis
Uranophora maranhaonis är en fjärilsart som beskrevs av Embrik Strand 1915. Uranophora maranhaonis ingår i släktet Uranophora och familjen björnspinnare. Inga underarter finns listade i Catalogue of Life.